# Samurai I: Musashi Miyamoto
Samurai I: Musashi Miyamoto är en japansk film som bygger på Eiji Yoshikawas roman Musashi Miyamoto, den första filmen i filmtrilogin om samurajen med samma namn. Huvudpersonen i filmen, Miyamoto Musashi, har funnits i verkligheten och han antas ha deltagit i slaget vid Sekigahara. Filmen fick en Oscar för bästa utländska film 1955.
Uppföljarna till filmen heter Samurai II: Duel at Ichijoji Temple och Samurai III: Duel at Ganryu Island och utkom 1955 respektive 1956.